# ستيفن رايت كيلوغ
ستيفن رايت كيلوغ هو محامي وقاضي وسياسي أمريكي، ولد في 5 أبريل 1822، وتوفي في 27 يناير 1904 في واتربوري في الولايات المتحدة. نشط حزبياً في الحزب الجمهوري. وقد انتخب عضو مجلس ولاية كونيتيكت ‏ وانتخب عضو مجلس نواب كونيتيكت ‏ وانتخب عضو مجلس النواب الأمريكي.